# 1750 en philosophie
Chronologie de la philosophie
- 1746
- 1747
- 1748
- 1749
- 1750
- 1751
- 1752
- 1753
- 1754

L’année 1750 a été marquée, en philosophie, par les événements suivants :

## Publications
- Jean-Jacques Rousseau  : Discours sur les sciences et les arts.